# Impasse Louis-Bertillon
L'impasse Louis-Bertillon est une voie publique de Toulouse, chef-lieu de la région Occitanie, dans le Midi de la France.

## Situation et accès

### Description
L'impasse Bertillon est une voie publique. Elle se trouve au cœur du quartier de Croix-Daurade, dans le secteur 3 - Nord.
Longue de 108 mètres et large de 8 mètres, elle est rectiligne et orientée au sud-ouest. Elle naît perpendiculairement à la rue Auguste-Luchet. Elle est prolongée au sud par un chemin piétonnier, le passage Émile-Poirier, qui permet de rejoindre, à l'est l'impasse du Colonel-Jean-Stanislas-Rémy, au sud le passage Nicolas-Lieberknecht et le chemin de Nicol, et à l'ouest la place Saint-Caprais et la route d'Albi, au cœur de l'ancien village de Croix-Daurade.
La chaussée ne compte qu'une seule voie de circulation automobile à double-sens. Elle est définie comme une zone 30 et la vitesse y est limitée à 30 km/h. Il n'existe pas d'aménagement cyclable.

### Voies rencontrées
L'impasse Louis-Bertillon rencontre les voies suivantes, dans l'ordre des numéros croissants :
1. Rue Auguste-Luchet
2. Passage Émile-Poirier - accès piéton

### Transports
L'impasse Louis-Bertillon n'est pas directement desservie par les transports en commun Tisséo. Elle est cependant proche de la route d'Albi, parcourue par la ligne du Linéo L9. Au sud, le long du chemin de Nicol se trouvent également les arrêts de la ligne de bus 19.
La station de vélos en libre-service VélôToulouse la plus proche est la station no 170 (face 163 chemin de Nicol).

## Odonymie

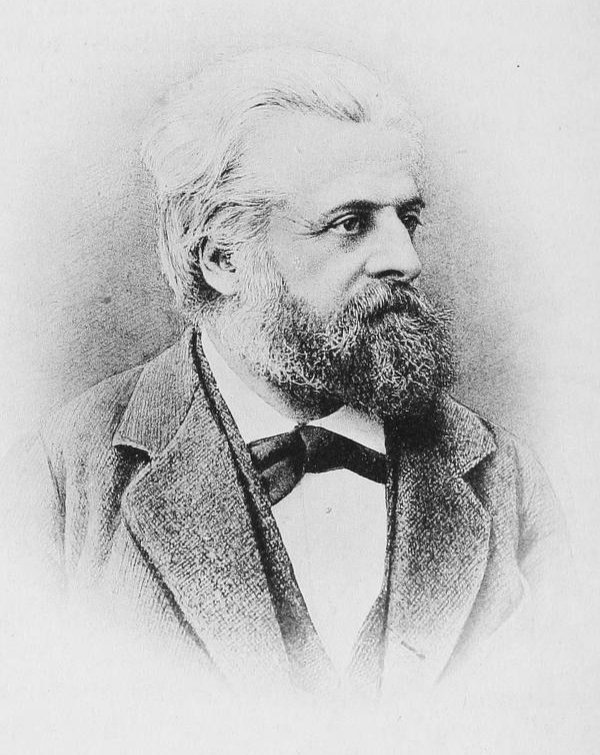
Portrait de Louis Bertillon.

En 1935, l'impasse a été nommée en hommage à Louis-Adolphe Bertillon (1821-1883), médecin, statisticien et anthropologue. Il fut l'ami de Jules Michelet et un proche du mouvement socialiste. Il s'intéressa particulièrement à l'étude des causes de la mortalité et participa au développement des études statistiques et démographiques.

## Histoire

### XXesiècle
La construction de la cité-jardin de Croix-Daurade s'inscrit dans la politique de logement portée par la municipalité socialiste toulousaine, dirigée par Étienne Billières à partir de 1925. Elle fait partie des sept projets de cités-jardins portés par l'office public des habitations à bon marché de Toulouse et réalisés à partir de 1925. Le choix se porte sur le village de faubourg de Croix-Daurade, fortement marqué par l'activité agricole et le travail des maraîchers, qui se développe progressivement depuis la fin du XIXe siècle par la construction de maisons bourgeoises et de lotissements pour les classes moyennes, comme le long de la rue Théodore-de-Banville.
La cité-jardin est construite entre 1928 et 1930 sur les plans de l'architecte de la ville, Jean Montariol, qui fait appel aux Charpentiers toulousains. Elle se développe sur un ancien terrain agricole de 5 670 m², dont l'axe principal est formé par une impasse bordée de platanes. Elle se compose de dix maisons jumelles pour un total de vingt logements. Elle ne compte cependant pas, comme le prévoyait le modèle des cités-jardins, de services – des commerces, un lavoir, un groupe scolaire, des espaces verts, voire une salle de fêtes. L'étroitesse de la parcelle, le faible nombre d'habitants et, surtout, la proximité du cœur du vieux village de Croix-Daurade, où se trouvaient la plupart des équipements collectifs nécessaires, ne permettaient pas le développement de la cité-jardin, qui se réduit à un ensemble de logements.

### XXIesiècle
Dans les années 2000, le développement urbain, la pression démographique, foncière et immobilière qui s'exercent dans le quartier de Croix-Daurade poussent à la transformation d'une cité-jardin jugée vieillissante. En 2004, la construction d'un vaste programme immobilier constitué de plusieurs résidences autour de l'impasse du Colonel-Jean-Stanislas-Rémy permet de désenclaver la cité-jardin et de prolonger l'impasse Louis-Bertillon au sud par un chemin piétonnier, le passage Émile-Poirier, jusqu'à la route d'Albi.
Mais la vétusté de plusieurs maisons et les importants besoins de rénovation poussent le propriétaire de la cité-jardin, Toulouse Habitat, à décider la démolition de plusieurs maisons : la première est démolie en 2008 (anciens no 11-13). Entre 2010 et 2020, trois maisons jumelles sont démolies (anciens no 7-9, 8-10 et 11-13). En 2022, c'est au tour d'une cinquième (anciens no 3-5). Les terrains sont laissés en friche, en attendant la construction d'une nouvelle résidence de logements.

## Patrimoine et lieux d'intérêt
La cité-jardin de Croix-Daurade se compose de dix maisons jumelles pour un total de vingt logements. Les parcelles sont séparées de la rue par des clôtures et un portillon. Les maisons se développent sur un étage. Elles se distinguent par un petit porche en-œuvre en rez-de-chaussée. Le logis est constitué de deux pièces et d'une cuisine.
- no  1 : maison.
- no  2 : maison.
- no  4-6 : maisons jumelles.
- no  12-14 : maisons jumelles.
- no  15-17 : maisons jumelles.
- no  16-18 : maisons jumelles.